# غلة داري هاشم ابراهيمي (هشيوار)
غلة داري هاشم ابراهیمي (بالإنجليزية: Galeh-ye Dary Hashem Ebrahimi)‏ هي قرية تقع في إيران في فارس.